# David Cañas
David Cañas Fernández (Castilleja de la Cuesta, 26 de agosto de 1978) es un futbolista español que actualmente está retirado.

## Biografía
Fue cultivado en la cantera del Sevilla FC, aunque nunca llegó a consagrarse en el club sevillano. Pivote defensivo, Cañas es un jugador veterano en Segunda, en la que ha militado las siete últimas temporadas.
El jugador sevillano es ambidiestro y ha jugado en varios equipos de la Segunda División española.

Durante el transcurso de la temporada 2010/2011 David Cañas pasó por un cáncer testicular. Sin embargo, salió de esta enfermedad en poco tiempo y muy recuperado, volviendo a pisar los terrenos de juego en marzo de 2011 tras estar 50 días de baja.

Pasó a jugar en a la AD Ceuta de Segunda División española, equipo donde se retiró del fútbol profesional.

## Clubes
| Club                | País   | Año       |
| ------------------- | ------ | --------- |
| Sevilla FC          | España | 1998-1999 |
| Getafe CF           | España | 1999-2000 |
| AD Ceuta            | España | 2000-2001 |
| Polideportivo Ejido | España | 2001-2003 |
| UD Salamanca        | España | 2003-2005 |
| Albacete Balompié   | España | 2005-2008 |
| Girona FC           | España | 2008-2010 |
| AD Ceuta            | España | 2010-2011 |